# Biosteres politus
Biosteres politus är en stekelart som först beskrevs av Léon Abel Provancher 1883.  Biosteres politus ingår i släktet Biosteres och familjen bracksteklar. Inga underarter finns listade.